# Amblyomma gemma
Amblyomma gemma es una especie de garrapata dura del género Amblyomma, subfamilia Amblyomminae. Fue descrita científicamente por Dönitz en 1909.
Se distribuye por Uganda, Yibuti, Etiopía, Kenia, Somalia, Sudán y Tanzania. Los machos poseen ojos planos; la franja posteromedial se une con la franja falciforme, a diferencia de las otras especies de Amblyomma que se encuentran en el este de África (Amblyomma lepidum y Amblyomma variegatum).
Varios estudios han registrado que esta especie se encuentra en el ganado, mayormente en África Oriental. Se encontraron 33 especies y subespecies de garrapatas en el ganado bovino en Etiopía, siendo Amblyomma gemma común en las áreas orientales más secas. También en Etiopía se encontró que alrededor del 5% de las garrapatas en el ganado eran Amblyomma gemma. Esta especie ha sido considerada poco importante para la salud de los animales domésticos. Sin embargo, se ha demostrado que en las zonas áridas esta especie de garrapata es la principal responsable de la transmisión de varios virus que infectan al ganado y/o a los humanos.